# Habronattus calcaratus maddisoni
Habronattus calcaratus là một phân loài nhện trong họ Salticidae.
Loài này thuộc chi Habronattus. Habronattus calcaratus maddisoni được Griswold miêu tả năm 1987.

## Hình ảnh

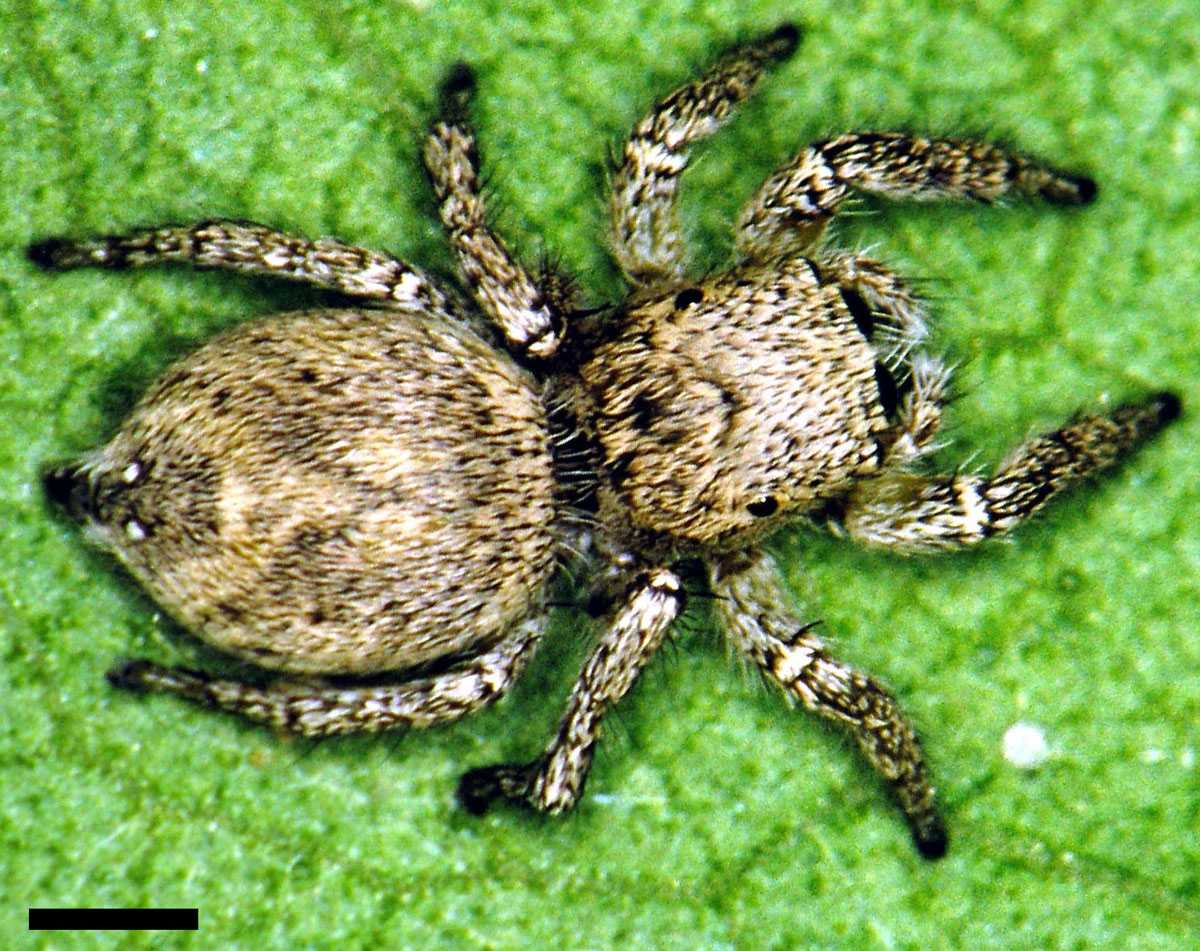